# Letecký personál

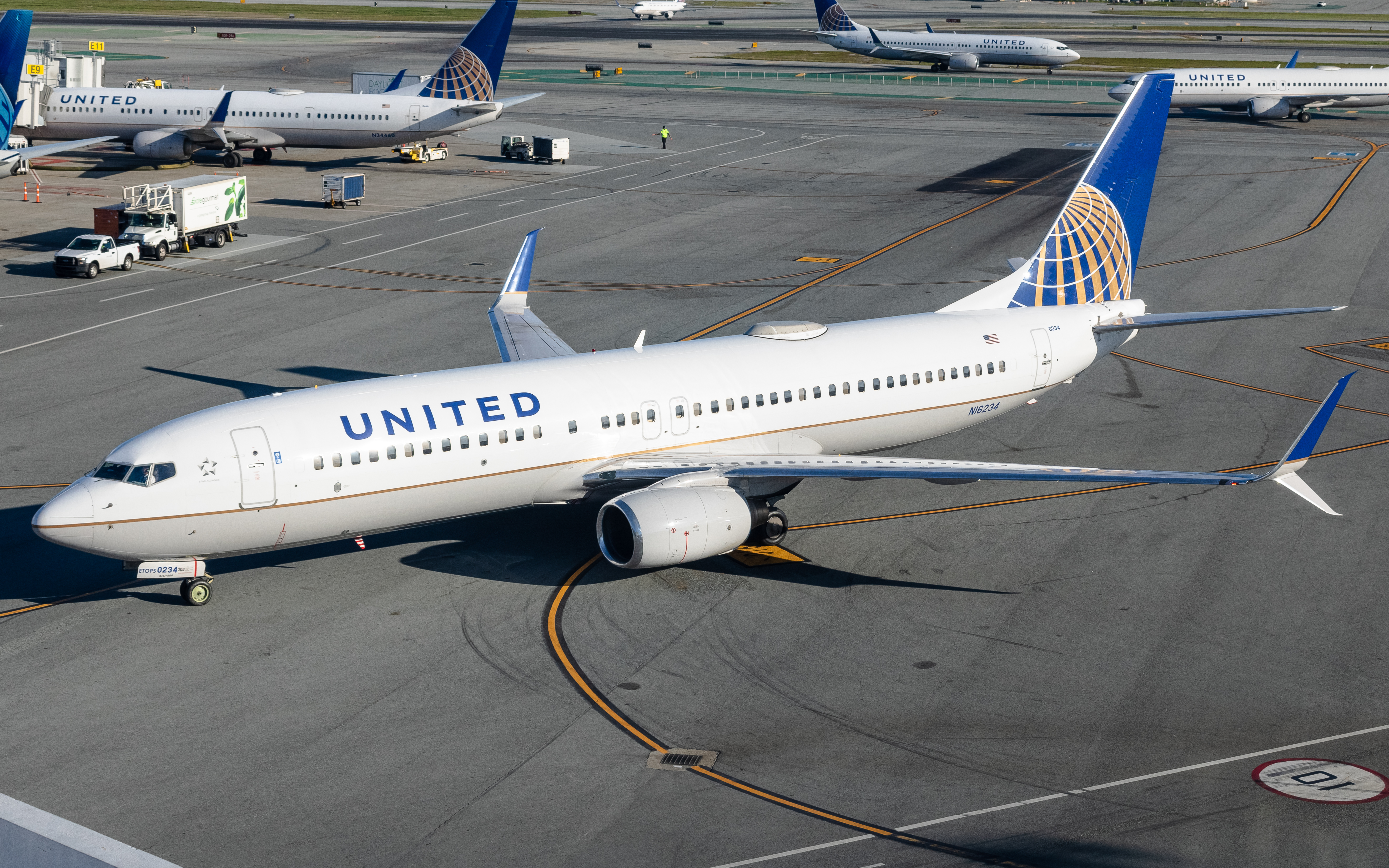
Boeing 737

Letecký personál je obecné označení pro všechny osoby, které zabezpečují bezpečnost a plynulost leteckého provozu. Především se používá pro posádku letadla (anglicky aircrew nebo též flight crew). Právně je pojem letecký personál definován v zákoně o civilním letectví, podle kterého se dělí na:
- výkonné letce
- obsluhující personál
- pozemní letecký personál.

## Posádka letadla

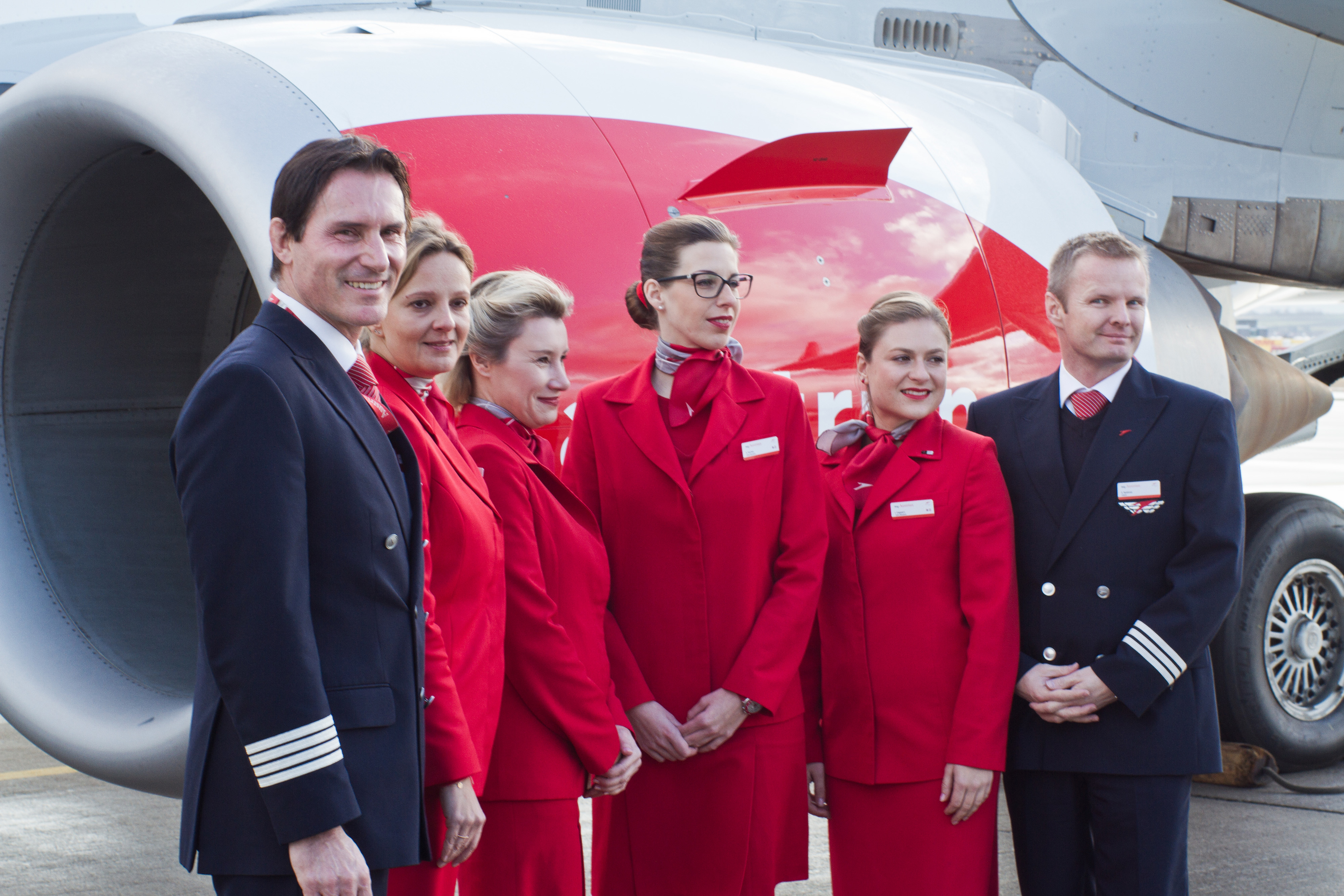
Piloti a letušky před odletem

Posádkou letadla jsou osoby, které se účastní letu na palubě letadla (tedy letounu, vrtulníku, nebo jiného letadla, např. vzducholodi) a vykonávají činnosti k zajištění bezpečného provedení letu (výkonní letci a obsluhující personál). Do posádky letadla se také započítají letoví inspektoři nebo instruktoři, pokud provádějí činnosti související s kontrolou letu, nebo za účelem udržování kvalifikace členů pravidelné posádky letadla.
Nadřízeným veškerého personálu na palubě v době letu je kapitán letadla. Dále letecký předpis specifikuje tyto kvalifikace:
- A) posádky letadel
  - soukromý pilot letounu, obchodní pilot letounu, dopravní pilot letounu;
  - soukromý pilot vrtulníku, obchodní pilot vrtulníku, dopravní pilot vrtulníku;
  - pilot kluzáku; pilot ultralehkého letounu; pilot volného balónu (nebo horkovzdušného balónu);
  - palubní inženýr; palubní navigátor
  - obsluhující personál: palubní průvodčí (letuška, stevard)

- B) ostatní personál
  - technik/inženýr/mechanik pro údržbu letadel
  - řídící letového provozu ATC
  - dispečer letecké dopravy; operátor letecké stanice

- C) doprovodný personál
  - pracovníci pro leteckou záchrannou službu; pracovníci pro leteckou poštu, atd.

## Právní podmínky v ČR

### Způsobilost
Členové leteckého personálu musí být zdravotně způsobilí – tuto kontrolní činnost provádí pro všechny letce a ostatní letecký personál jak v civilním letectví, tak ve vojenském letectví, Ústav leteckého zdravotnictví, Musí být rovněž odborně způsobilí, způsobilost se zjišťuje teoretickými testy a praktickou zkouškou s inspektorem podle mezinárodních předpisů ICAO – tuto kontrolní činnost pro civilní letectví provádí Úřad pro civilní letectví. Pro vojenské letectví tuto činnost vykonává Ministerstvo obrany. Civilní piloti obdrží Pilotní průkaz PPL, CPL, nebo ATPL. Vojenští piloti obdrží Průkaz pilota AČR.

### Věkové omezení a nálety pilotů
Upřesnění k věku v leteckému předpisu L1 (mezinárodní platnost) je v evropském leteckém předpisu JAR-FCL 1.075:
16 let: (min.věk) pilot kluzáků
16 let: (min.věk) soukromý pilot letounů, pilot motorového kluzáku
18 let: (min.věk) obchodní pilot - min. nálet 200 hodin
21 let: (min.věk) dopravní pilot - min. nálet 1500 hodin
60 let: (max. věk) pilot nasazovaný na lety obchodní letecké přepravy – nesmí letět jako PIC, pouze jako člen vícečlenné posádky (mezinárodní ustanovení ICAO)
60 let: (max. věk) francouzské upřesnění JAR-FCL – pilot nesmí létat obchodní lety ani jako kopilot (en: co-pilot, druhý pilot)
62 let: (max. věk) české upřesnění JAR-FCL - pilot nesmí létat obchodní lety ani jako co-pilot
65 let: (max. věk) pilot nesmí létat obchodní lety ani jako co-pilot (mezinárodní ustanovení ICAO)

### Evidence leteckého personálu
Každý platný průkaz člena leteckého personálu je zapsán v evidenci leteckého personálu, kterou v ČR vede Úřad pro civilní letectví. Převod průkazu (např. průkazu obchodního pilota) do evidence leteckého personálu jiného státu je možný. Současná platnost dvou průkazů způsobilosti člena leteckého personálu v evidenci dvou různých států je vyloučena. Podobný je princip evidence letadel - viz letecký rejstřík.

## Funkční označení
Používání uniforem podle námořního vzoru zavedla ve 30. letech 20. století americká společnost Pan Am a později se staly standardem i u ostatních aerolinií. Označení na uniformách (v podobě nárameníků nebo prýmků) je stejně jako v případě loďstva označením funkčním, nikoliv hodnostním. Není žádným předpisem stanovené, zpravidla používají aerolinie toto pořadí:
| Funkce                                                                | Označení |
| --------------------------------------------------------------------- | -------- |
| kapitán, velící pilot                                                 |          |
| první důstojník, kopilot                                              |          |
| letový technik/navigátor, druhý důstojník, případně též pomocný pilot |          |
| kadet, pilot v zácviku, někdy také letušky a stewardi                 |          |